# 二日市駅

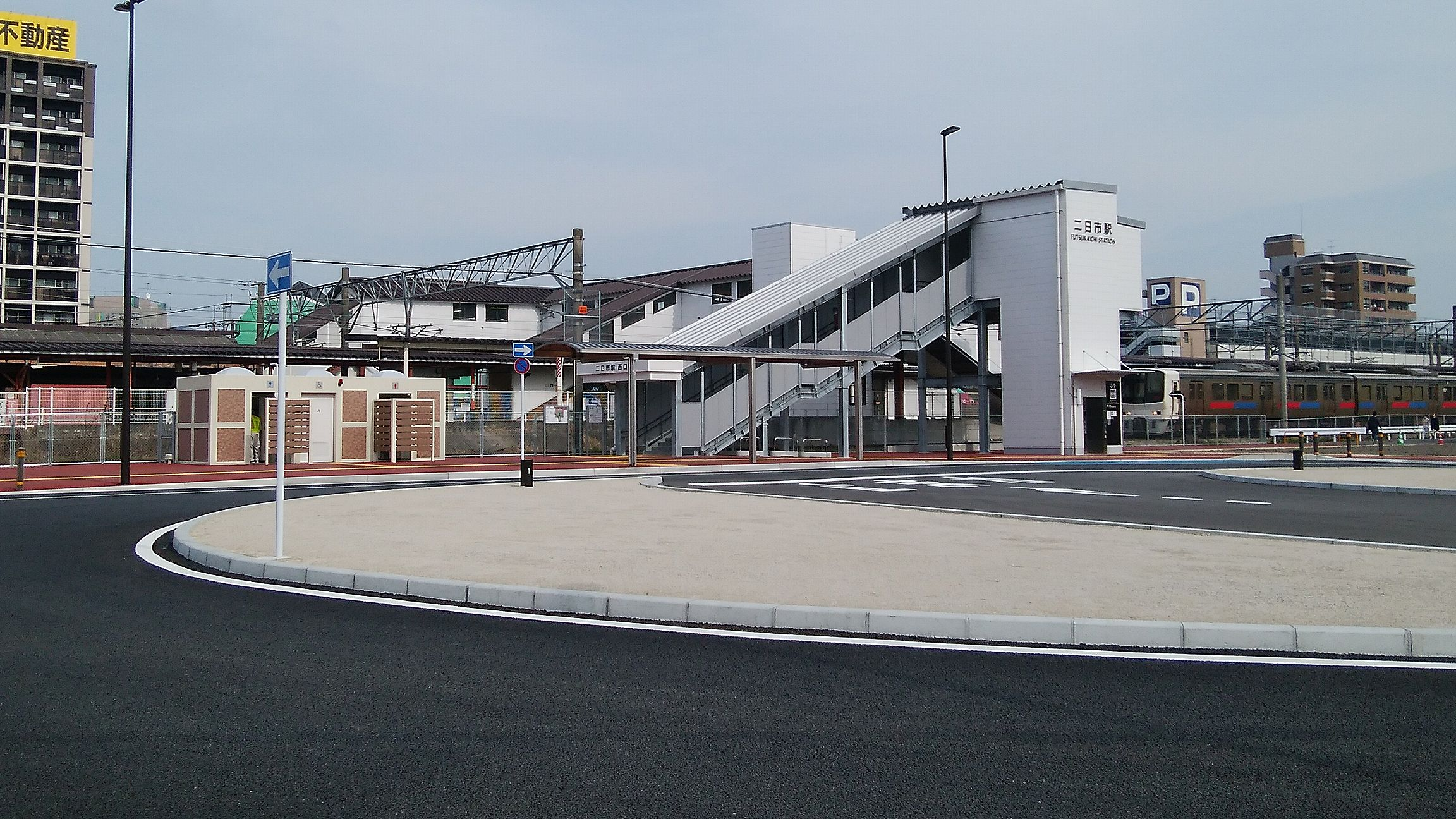
2022年12月18日に新設された西口

二日市駅（ふつかいちえき）は、福岡県筑紫野市二日市中央一丁目にある九州旅客鉄道（JR九州）鹿児島本線の駅である。駅番号はJB08。九州鉄道（初代）開業時より現存する九州最古の駅の一つでもある。

## 概要
JR九州における筑紫野市の代表駅で、普通・快速列車のほかに約半数の特急列車が停車する（「かささぎ」「ハウステンボス」「ゆふ」の定期列車、「リレーかもめ」「みどり」の一部列車）。博多駅や佐賀駅などでは当駅に停車しない特急に関して「二日市には停車しません」と自動放送や発車標などで案内している。
西日本鉄道（西鉄）における筑紫野市の代表駅である西鉄二日市駅とは徒歩12分・バス5 - 6分程度の距離である。なお、太宰府天満宮・九州国立博物館からは離れているため、当駅からバスやタクシーで直通するか、西鉄二日市駅まで移動して西鉄太宰府線に乗り継ぐのが一般的である。

## 歴史

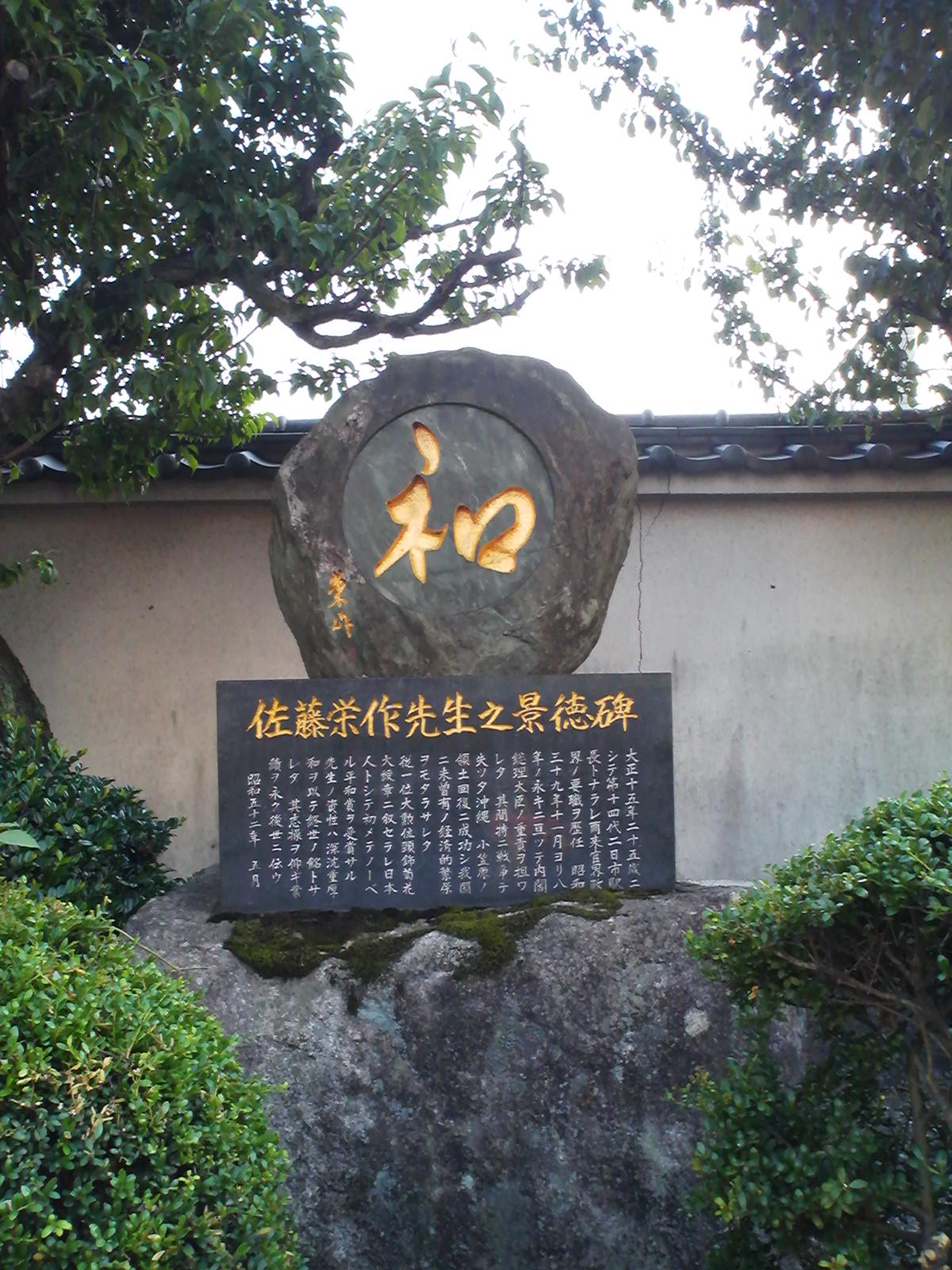
「佐藤栄作先生之景徳碑」
----
駅のそばにある佐藤栄作元総理の石碑

- 1889年（明治22年）12月11日：九州鉄道（初代）が開設[3]。
- 1907年（明治40年）7月1日：九州鉄道（初代）が国有化され帝国鉄道庁が所管[3]。
- 1908年（明治41年）12月14日：朝倉軌道二日市 - 甘木間が開業。
- 1926年（大正15年）11月：当時鉄道省門司鉄道局に勤務していた佐藤栄作（後の第61-63代内閣総理大臣）が駅長に着任（1927年4月まで）[4]。
- 1939年（昭和14年）8月21日：朝倉軌道運行休止。
- 1940年（昭和15年）4月19日：朝倉軌道廃止。
- 1974年（昭和49年）3月5日：貨物の取り扱いを廃止[3]。
- 1985年（昭和60年）3月14日：荷物扱い廃止[3]。
- 1987年（昭和62年）
  - 3月11日：現駅舎に改築[5]。国鉄で初めてのコンビニエンスストア生活列車が開店[6]。
  - 4月1日：国鉄分割民営化により九州旅客鉄道が継承[3]。
- 2000年（平成12年）2月27日：自動改札機を設置し、供用開始[7]。
- 2004年（平成16年）3月13日：構内に引き上げ線を設置[8]。
- 2009年（平成21年）3月1日：ICカードSUGOCAの利用を開始[9]。
- 2022年（令和4年）
  - 4月1日：JR九州サービスサポートによる業務委託駅となる。二日市駅長廃止。
  - 12月18日：西口が供用開始[10]

### 駅名の由来
開業時の地名（御笠郡二日市村）が由来。
「二日市」とは市場のことで、鎌倉時代に大勢の売り手と買い手が一所に集まって取引をしたことから市が始まり、その市を毎月、二のつく日に行うことから「二日市」と呼ばれるようになったのがその由来である。
「二日市」の地名が最も古い記録に登場するのは1479年（文明11年）だが、それ以前から市は行われていたという。

## 駅構造
島式ホーム2面4線の設備を有する地上駅である。互いのホームは跨線橋で連絡している。かつてはホーム2面3線だったが、高速通過運転化により駅舎側の線路が撤去され、代わりに島式ホームが1面増設された。駅本屋は駅東側に設置されており、太宰府天満宮をモチーフにしている。バリアフリー工事が2009年11月に完了し、エレベーター・エスカレーターを完備する駅となった。
現駅舎は1987年に改築された延床面積680m2の鉄筋コンクリート造平屋建てで、太宰府天満宮をイメージして建設されたものである。
東側に駅舎のある地上駅である。かつては駅西側からの出入りは不可能であったが、2015年度までに筑紫野市が駅の西側に都市計画道路（市道次田大門線）とロータリーを整備し、その後、2022年より駅構内において西口の新設工事に着手し同年12月18日より西口改札口を供用開始した。ただし従来からの駅舎側の改札口とは別に設置されているため、駅構内を通って駅の東西を行き来することは不可能のままである。
みどりの窓口・指定席券売機・自動改札機・SUGOCAに対応した自動券売機が設置されている。

### のりば
| のりば | 路線                                                   | 方向 | 行先                                   | 備考                      |
| ------ | ------------------------------------------------------ | ---- | -------------------------------------- | ------------------------- |
| 1      | □特急「みどり」「ハウステンボス」                      | 下り | 鳥栖・佐賀・佐世保・ハウステンボス方面 |                           |
| 1      | □特急「リレーかもめ」                                  | 下り | 鳥栖・佐賀・諫早・長崎方面             |                           |
| 1      | □特急「かささぎ」                                      | 下り | 鳥栖・佐賀・肥前鹿島方面               |                           |
| 1      | □特急「ゆふ」                                          | 下り | 久留米・日田・由布院・大分方面         |                           |
| 1・2   | 鹿児島本線                                             | 下り | 鳥栖・久留米・大牟田方面               |                           |
| 3      | □特急「みどり」「ハウステンボス」 「かささぎ」「ゆふ」 | 上り | 博多行き                               |                           |
| 3      | □特急「リレーかもめ」                                  | 上り | 博多・赤間・小倉方面                   |                           |
| 3・4   | 鹿児島本線                                             | 上り | 博多・赤間・小倉方面                   | 当駅始発の一部は2番のりば |

特急列車は以下の通り。
- 「かささぎ」「ハウステンボス」「ゆふ」：全列車停車。かつては「ゆふいんの森」も全列車停車だったが2018年以降全列車通過に変更された（同時刻で運転される臨時「ゆふ」も同様）。臨時「ハウステンボス」は多くが通過する。
- 「リレーかもめ」：一部列車のみ停車。多くが通過する。
- 「みどり」「みどり（リレーかもめ）」：下り最終(67号885系)・上り始発(2号 783系)を除き全て停車。現在通過している1往復が設定される前は全列車が停車していた。臨時列車は多くが通過する。

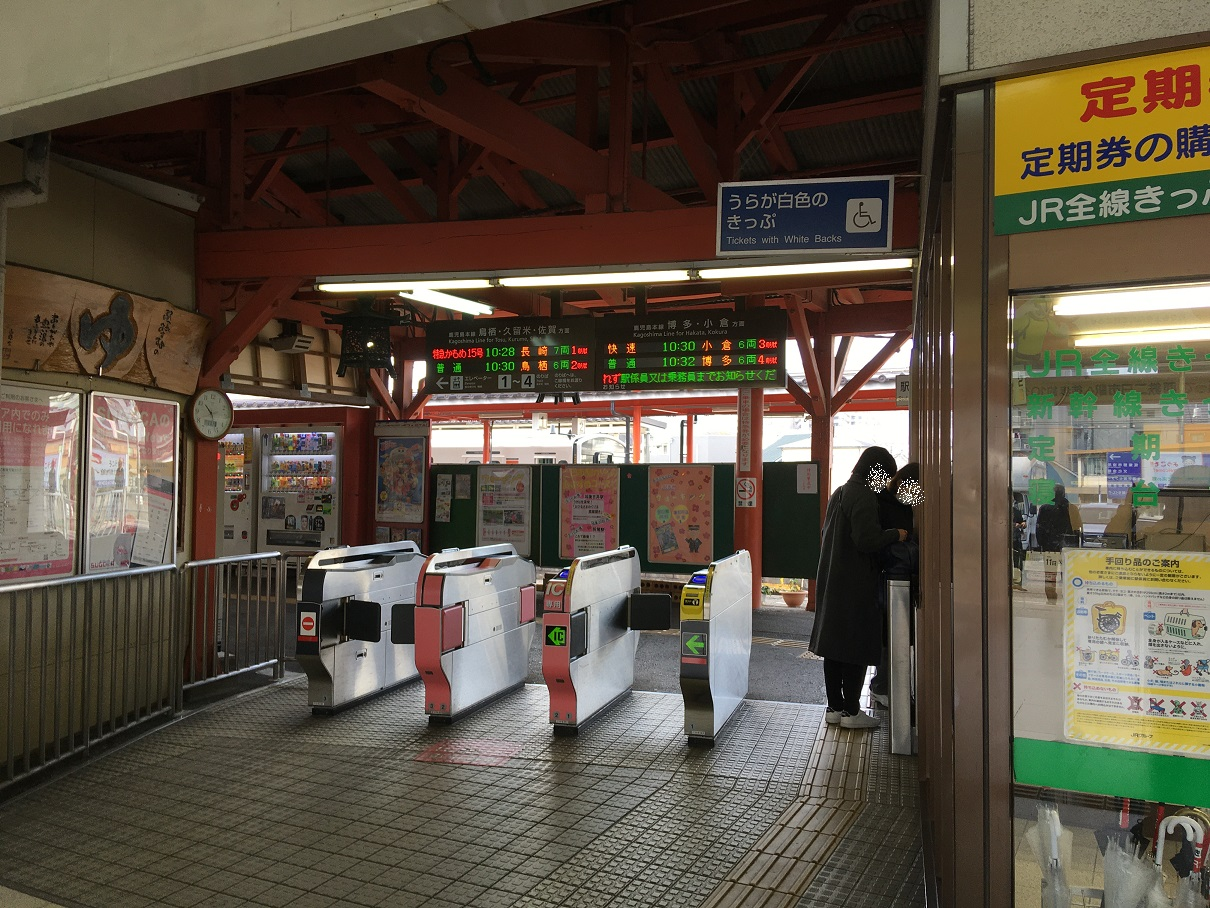
改札口（2020年2月）
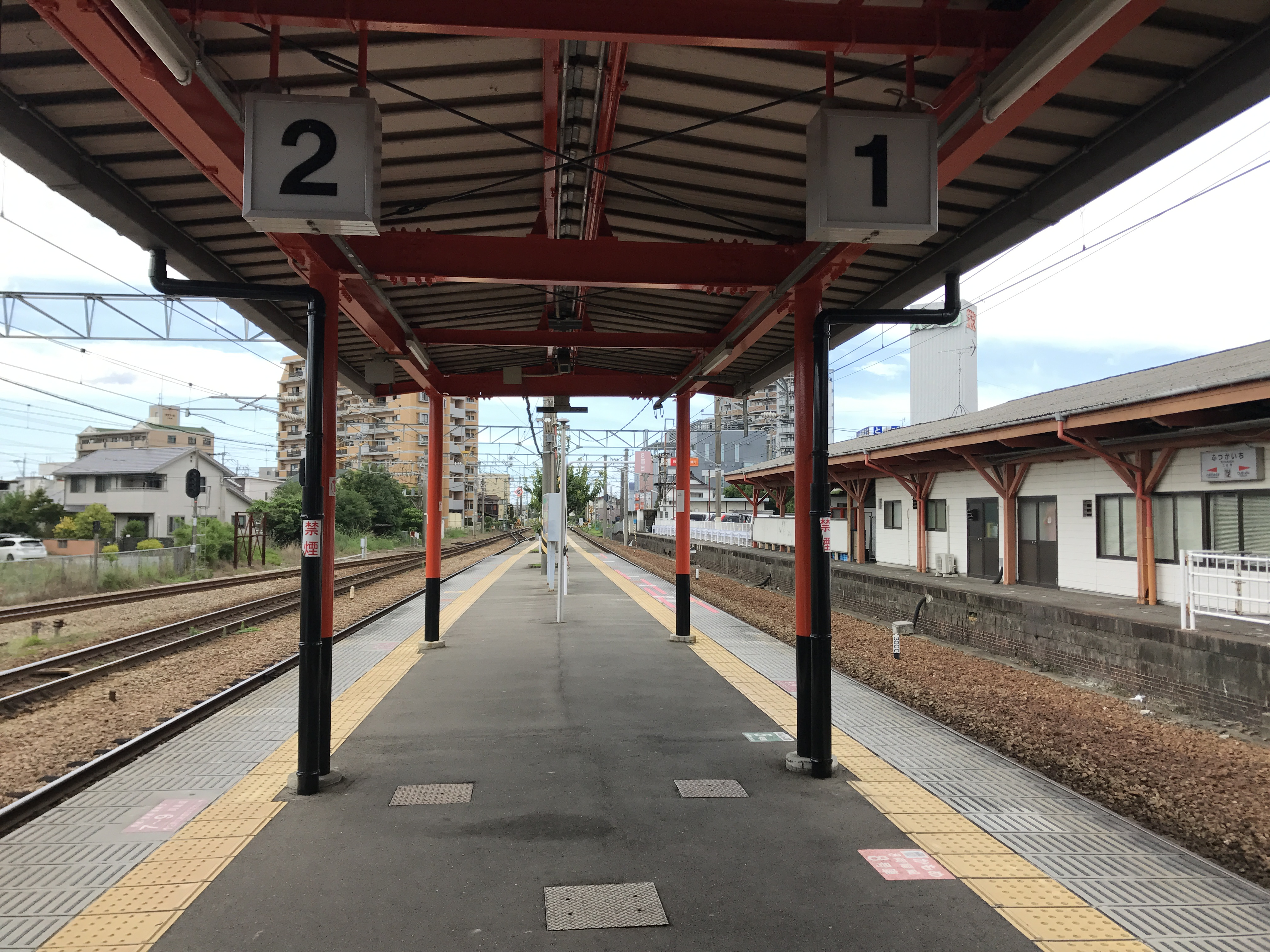
1・2番線ホーム（2017年7月）
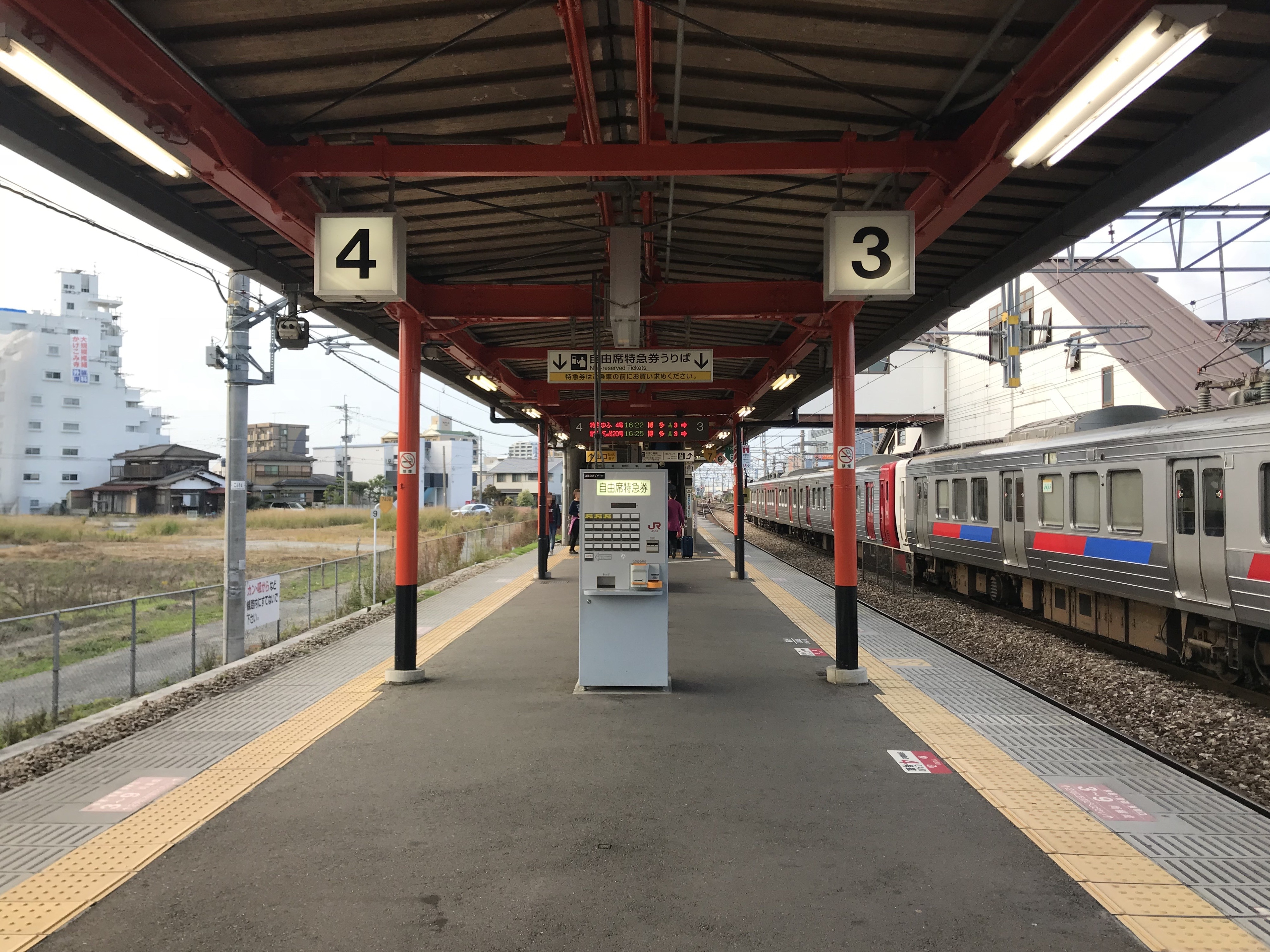
3・4番線ホーム（2018年11月）
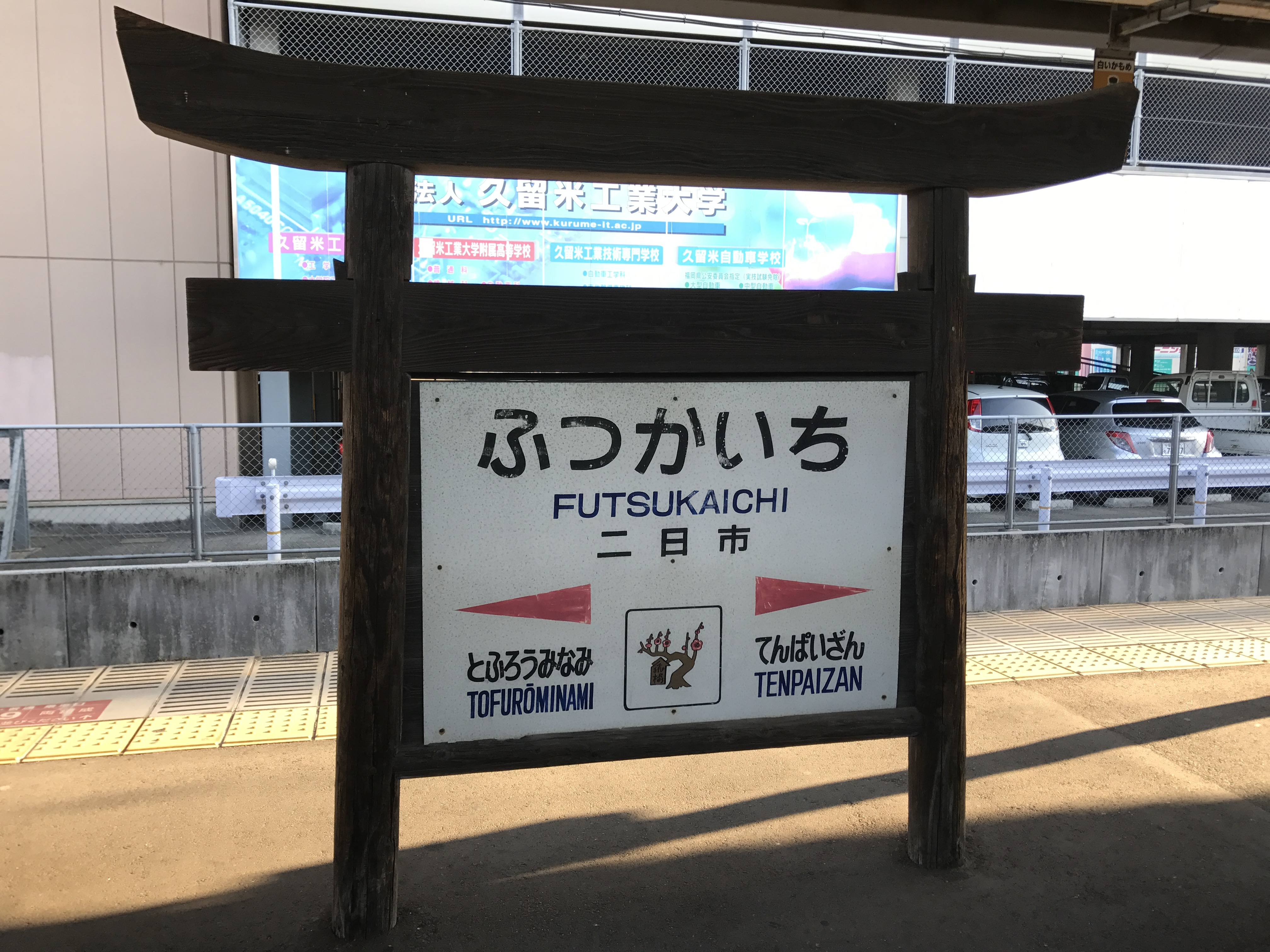
駅名標（全体は太宰府天満宮にちなんで鳥居の形をとり、イラストも飛梅を採用する）

## 利用状況
2023年（令和5年）度の1日平均乗車人員は6,971人であり、JR九州の駅としては第23位である。
近年の1日平均乗車人員は以下の通り。
| 年度   | 1日平均 乗車人員 |
| ------ | ---------------- |
| 1999年 | 6,563            |
| 2000年 | 6,474            |
| 2001年 | 6,436            |
| 2002年 | 6,510            |
| 2003年 | 6,533            |
| 2004年 | 6,479            |
| 2005年 | 6,510            |
| 2006年 | 6,532            |
| 2007年 | 6,557            |
| 2008年 | 6,733            |
| 2009年 | 6,818            |
| 2010年 | 6,761            |
| 2011年 | 7,055            |
| 2012年 | 7,036            |
| 2013年 | 7,174            |
| 2014年 | 7,072            |
| 2015年 | 7,292            |
| 2016年 | 7,457            |
| 2017年 | 7,550            |
| 2018年 | 7,584            |
| 2019年 | 7,493            |
| 2020年 | 5,320            |
| 2021年 | 5,910            |
| 2022年 | 6,629            |
| 2023年 | 6,971            |

## 駅周辺

### 官公署
- 生涯学習センター（パープルプラザ）
- 筑紫野市民図書館
- 筑紫野市歴史博物館（ふるさと館ちくしの）
- 筑紫野市文化会館
- 福岡県筑紫野警察署二日市駅前交番
- 筑紫野郵便局
- 二日市温泉郵便局
- 福岡県赤十字血液センター
- 観光案内所

### 教育
- 九州産業大学付属九州産業高等学校
- 筑紫野市立二日市中学校
- 筑紫野市立二日市小学校
- 二日市保育所

### 観光
- 御前湯
- 二日市温泉
- 武蔵寺
- 天拝山
- 二日市八幡宮
- 太宰府天満宮
- 九州国立博物館

### 商業・ビジネスホテル
- 筑紫野菓子ボンコアン
- 小林カレー
- 二日市中央通り商店街
- MEGAドン・キホーテ 筑紫野インター店
- 福岡銀行 二日市支店
- 西日本シティ銀行 二日市支店
- 福岡県信用組合二日市支店
- 二日市グリーンホテル
- ビジネスホテル文（）
- ウイークリーイン二日市ビジネスホテル

### 交通
- 駅周辺道路
  - 福岡県道520号二日市停車場線
  - 市道：電話局入口交差点で県道福岡日田線に接続。
  - 市道：栄町交差点で県道福岡日田線に接続。
  - 市道：駅南側の踏切近くで佐賀県道・福岡県道137号基山平等寺筑紫野線に接続。
- 西鉄天神大牟田線
  - 紫駅 - 駅東側約500m、徒歩約5分、またはバス3分
  - 西鉄二日市駅 - 約1.2ｋｍ、徒歩約12分、またはバス5～7分
- 九州自動車道 - 筑紫野バスストップ

### バス路線
「JR二日市駅」停留所にて、西鉄バス（西鉄バス二日市）の路線が発着する（2019年4月1日現在）。
- ■1-1・1-2：西鉄二日市駅 / 太宰府駅
- ■2-1：西鉄二日市駅 / 山口
- ■2-2・2-3：西鉄二日市駅 / むさしヶ丘団地
- ■3：済生会病院・二日市温泉・西鉄二日市駅方面
- □40：甘木営業所 / 杷木
- □41：甘木・杷木
- 太宰府駅直行バス：例年、正月三が日のみ運行
- 筑紫野市コミュニティバス「つくし号」：[二日市温泉・筑紫野市役所・ゆめタウン・カミーリヤ方面

## その他

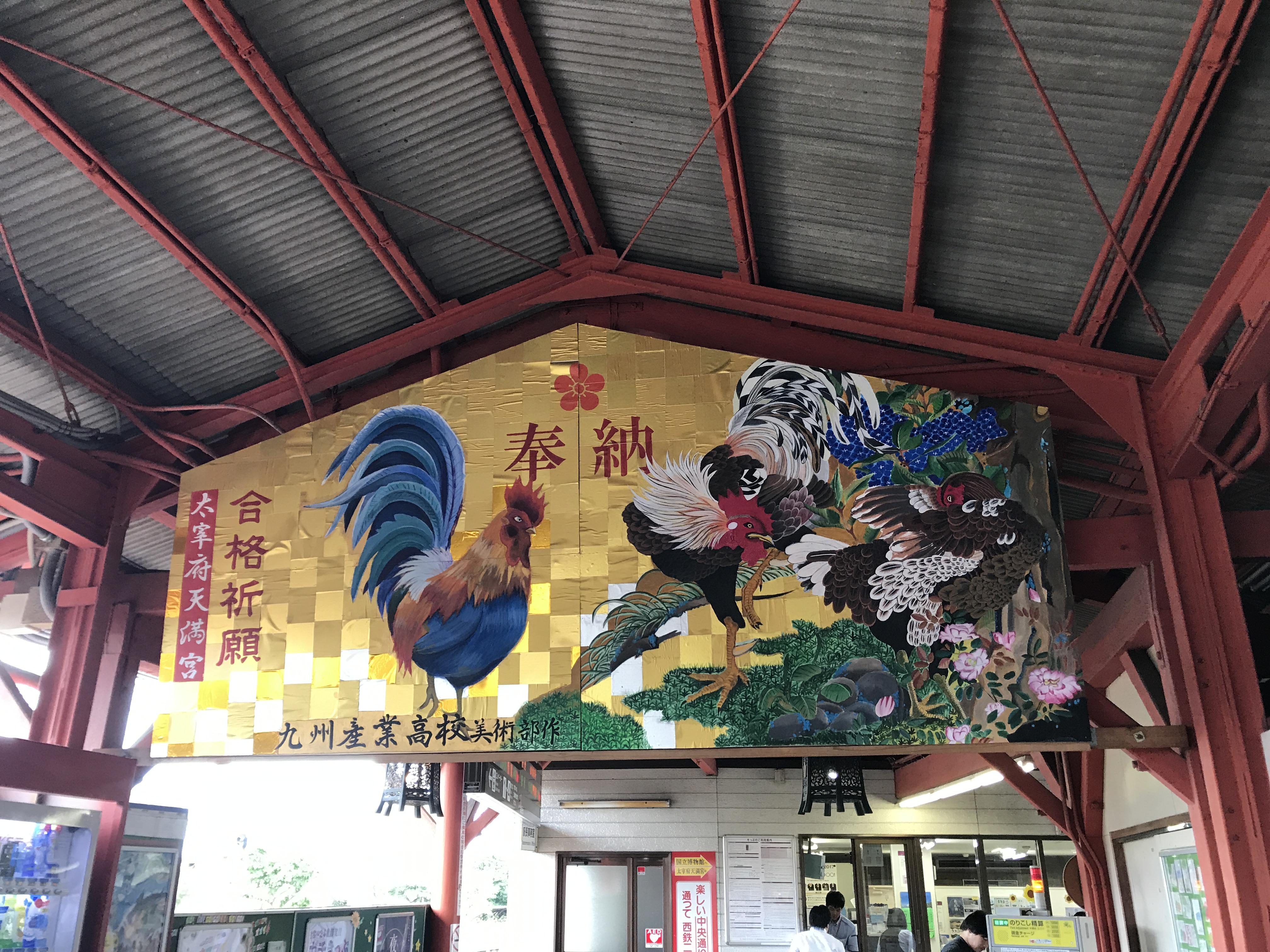
駅舎にある巨大絵馬

- 毎年末、太宰府天満宮にちなんで九州産業大学付属九州産業高等学校の美術部の生徒が作った巨大絵馬の飾り付けをしている[23]。
- 改札口を入ってすぐの跨線橋の階段入口の両脇の鉄柱には「明治四十四年　鐵道院」・「浦賀渠舩株式會社製造」という記述がある。これと同じものが福間駅にも2組あった（色違い…当駅は朱色、福間駅は白色）が、福間駅のものは旧駅舎の解体によってその役目を終え、一組は門司港の九州鉄道記念館に、もう一組は福間駅のみやじ口駅前広場にモニュメントとして保存されている。
- 待合室内に「梅ヶ枝餅」の店舗があり長年親しまれていたが、2023年9月をもって閉店した。

### 整備事業等
- JR二日市駅東口地区市街地再開発整備事業
- JR二日市駅東口駅前広場整備事業
- JR二日市駅自由通路整備事業
- JR二日市駅バリアフリー整備促進事業

## 隣の駅
九州旅客鉄道（JR九州）
 鹿児島本線
- 特急「かささぎ」「ハウステンボス」「ゆふ」停車駅
- 特急「みどり」「リレーかもめ」一部停車駅

■快速
大野城駅 (JB05) - 二日市駅 (JB08) - 原田駅 (JB10)
■区間快速（天拝山駅停車列車に限り当駅から天拝山駅方は各駅に停車）
大野城駅 (JB05) - 二日市駅 (JB08) - （一部天拝山駅 (JB09)） - 原田駅 (JB10)
■普通
都府楼南駅 (JB07) - 二日市駅 (JB08) - 天拝山駅 (JB09)